# Liparis carnicolor
Liparis carnicolor är en orkidéart som beskrevs av Paul Ormerod. Liparis carnicolor ingår i släktet gulyxnen, och familjen orkidéer. Inga underarter finns listade i Catalogue of Life.